# Alemán del Ruhr
El alemán del Ruhr (en alemán: Ruhrdeutsch o Ruhrpottisch; propio: Ruuer Platt) es el nombre por el que se conoce el conjunto de variedades dialectales regionales del idioma alemán habladas en la región del Ruhr. El alemán del Ruhr tiene sus orígenes en el altogermánico de la época preindustrial, aunque se ha desarrollado con más detalle a partir del siglo xix tanto en torno al Rin como en el suroeste de Westfalia. Está considerado por la mayoría de lingüistas una lengua transicional.

## Descripción
Desarrollado a partir de los dialectos altogermánicos de la región, el alemán del Ruhr presenta además influencias de sustrato de los antiguos dialectos bajofranconios en el Bajo Rin (que más tarde darían origen, entre otros, al neerlandés), como también de los dialectos del bajo alemán de Westfalia. Estas influencias afectan tanto la estructura de la oración y el vocabulario como el sonido.
Además, hubo influencias reconocibles, aunque menores, del yídis, del rotwelsch y de las hablas eslavas traídas por inmigrantes laborales de Alta Silesia, Masuria, Polonia y Eslovenia. También se notan influencias puntuales de otros dialectos de la región, como el fráncico ripuario y el limburgués.

### Variedades e influencias
Es difícil distinguir el alemán del Ruhr de otras variedades lingüísticas de los territorios contiguos, consideradas muchas veces continuos dialectales de la misma habla. 
Antes de la revolución industrial en Alemania, en lo que actualmente es la región del Ruhr, los dialectos bajofráncicos se hablaban en una amplia área a lo largo del Rin, y en Westfalia al este. Hoy en día, en las zonas rurales del Bajo Rin –es decir, fuera de la aglomeración metropolitana de la región del Ruhr– se habla un dialecto bajorrenano que difiere solo vagamente del alemán del Ruhr en pronunciación, entonación y algunas otras características. En ciudades como Duisburgo, donde el habla urbana coloquial también está influenciada por el dialecto del Bajo Rin, el alemán del Ruhr suena diferente al de Dortmund, donde destacan las influencias westfalianas.
Al mismo tiempo, las fronteras dialectales dentro de la propia región metropolitana han propiciado en algunos casos un desarrollo individual del habla entre distintos distritos de la misma ciudad, como ha sido el caso de Oberhausen y Essen. En esta última, dichas diferencias se deben a que el nororiental distrito de Essen-Katernberg se ha caracterizado históricamente por las olas migratorias desde el este de Alemania (incluidas regiones hoy pertenecientes a otros países), siendo por tanto la mayoría de los habitantes hablantes del alemán del Ruhr, mientras que la suroccidental zona de Essen-Kettwig, al sur de la línea de Uerdingen –una de las principales isoglosas del idioma alemán–, ha sido destino de inmigrantes (sobre todo tejedores) del área de Aquisgrán, la mayoría hablantes del dialecto renano.